# Андело, Шарль де Колиньи
Шарль де Колиньи (фр. Charles de Coligny; 10 декабря 1564, Шатийон-сюр-Луан — 27 апреля 1632, Ланти-сюр-Об), маркиз д'Андело — французский военачальник.

## Биография
Младший сын графа Гаспара II де Колиньи, адмирала Франции, и Шарлотты де Лаваль.
Маркиз д'Андело и де Сен-Бри, государственный советник.
Был схвачен католиками во время резни Святого Варфоломея и содержался в заключении в Марселе.
Освобожденный в мае 1576, начал военную карьеру в Руэрге в войсках Генриха Наваррского, сражаясь вместе с братом, графом де Шатийоном. В августе 1577 они отвоевали город Могио, близ Сомьера, где Франсуа оставил Шарля с гарнизоном, после чего отправился в Севенны собирать отряд для обороны Монпелье.
В 1585—1587 годах командовал полком в армии герцога Монморанси в Лангедоке и участвовал почти во всех походах графа де Шатийона.
В 1587 году воевал в армии Ледигьера в Дофине, Савойе и Виваре.
К 1596 году был штатным дворянином Палаты короля, к которому всегда был приближен. Кампмаршал (1598). 8 апреля 1604, после отставки Блеранкура, был назначен губернатором Лангра, а 20-го стал капитаном тридцати копий (номинально пятидесяти). 21 апреля также стал королевским наместником в губернаторстве Лангра и зависимых от него землях, и бальяжах Баллиньи и Витри. 20 января 1608, после смерти сеньора Дентевиля, был назначен в Париже генеральным наместником в Шампани в департаментах Шомона, Витри и Сен-Дизье, и на все пространстве между Сен-Дизье и Шомоном, за исключением Лангра, и зарегистрирован Парижским парламентом 16 июня 1609. Отказался от этой должности 7 июля 1615 в пользу своего старшего сына.
28 ноября 1615 получил командование армией, собранной в Шампани; с 2500 пехотинцами и 600 кавалеристами овладел Варенном и Суайером в Бассиньи, где приказал снести укрепления. Затем взял Бриенский замок и 19 декабря осадил Роне, с гарнизоном которого договорился о сдаче, если тот не получит помощь до 1 января. Узнав, что герцог Люксембургский идет на помощь осажденным, Андело приказал разрушить мосты, чтобы герцог не мог перейти Марну. Тем не менее Люксембургу удалось форсировать реку и 31 декабря встать лагерем в двух лье от Роне. Андело укрепился в своем лагере, ожидая приближения противника, но на следующий день Люксембург отступил и Колиньи овладел городом. Его сдача заставила командующих замками Пужи и Вандувр принять гарнизоны Андело. Результатом похода маркиза было освобождение от мятежных отрядов сельской округи Труа и возобновление коммерции, за что он получил благодарность от жителей.
Перейдя в католицизм, в 1617 добился от эрцгерцога Альбрехта возвращения земель, принадлежавших его семье во Франш-Конте. 31 декабря 1619 был пожалован Людовиком XIII в рыцари орденов короля.

## Семья
Жена (17.02.1597): Юберта де Шатене, дама де Дентевиль и де Ланти, дочь Шоашена де Шатене, сеньора де Ланти, и Аньес, дамы де Дентевиль
Дети:
- Франсуа (ум. 18.10.1654), маркиз д'Андело. Кампмейстер пехотного полка из 1200 человек, наследник отца в должности наместника в губернаторстве Шампани. В 1623 году вступил в конгрегацию ораторианцев в Париже, уступив своему брату все права на наследство в обмен на пенсион в 3000 ливров
- Бернар (1605—1629), маркиз д'Андело, барон де Ланти и Дентевиль, генеральный наместник в Шампани. Жена (контракт 27.09.1625): Габриель-Анжелика де Пуйи (1607—?), графиня де Луппи, дама де Маланкур и Жювиньи, дочь Симон II де Пуйи, маркиза д'Эна, и Франциски Беерманн фон Ланех унд Унгенхайм
- Маргерит (ум. 1673). Муж 1) (контракт 7.08.1621): граф Пьер-Эрнест де Креанж; 2) (1650): Шарль-Этьен  д'Юри де Бутене (1623—1686), граф де Хомбург